# Comité stratégique pour le numérique
Pour les articles homonymes, voir CSN.
Le comité stratégique pour le numérique (CSN) est un organisme d'État qui a pour but de généraliser la télévision numérique sur tout le territoire français. Il a été lancé le 4 mai 2006 et supprimé le 1er mars 2013.

## Composition
Ce comité regroupe :
- le premier ministre, qui assure la présidence du comité,
- les ministres chargés de la communication audiovisuelle, des télécommunications, de l’aménagement du territoire,
- Trois personnalités qualifiées.

En outre, il associe à ses travaux les présidents du Conseil supérieur de l’audiovisuel et de l’Autorité de régulation des communications électroniques et des postes (Arcep).
Son président délégué est Jean-Michel Hubert, ancien président de l'Autorité de régulation des communications électroniques et des postes (ARCEP, anciennement ART)